# Giwi Nodia
Giwi Georgijewicz Nodia (gruz. გივი ნოდია, ur. 2 stycznia 1948 w Kutaisi, zm. 7 kwietnia 2005 w Tbilisi) – gruziński piłkarz występujący na pozycji napastnika, reprezentant Związku Radzieckiego, trener piłkarski.

## Kariera piłkarska
Wychowanek klubu Torpedo Kutaisi. Później przez kilka sezonów występował w zespole Dinama Tbilisi oraz Lokomotiwu Moskwa, w którym w 1978 zakończył karierę. Od 1967 do 1973 rozegrał 21 meczów w reprezentacji ZSRR, strzelił 5 goli. W 1970 uczestniczył w mistrzostwach świata w Meksyku, a w 1972 zdobył wicemistrzostwo Europy.

## Kariera trenerska
Po zakończeniu kariery piłkarskiej wrócił do Dinama Tbilisi, gdzie podjął pracę drugiego trenera. Samodzielnie prowadził zespoły Torpeda Kutaisi i Gordy Rustawi. W latach 1993–1994 i 2001–2003 był pierwszym trenerem Dinama Tbilisi. Pracował również jako szkoleniowiec Lokomotiwu Sankt Petersburg oraz Lokomotiwu Tbilisi.